# Paul Le Gavrian
Paul Le Gavrian, né le 28 février 1832 à Meung-sur-Loire (Loiret) et décédé le 11 aout 1901 à Versailles (Seine-et-Oise), est un industriel et homme politique français.

## Biographie
Paul-Floride Le Gavrian est le petit-fils de Floride Le Gavrian négociant à Arras au début du XIXe siècle et le fils d'Amédée-Floride Le Gavrian.
Amédée, étudiant en médecine épousa Nancy Dequoy en 1831 et abandonna la médecine pour rejoindre en 1836 son beau-frère Jules Dequoy, filateur et mécanicien constructeur de machines à vapeur. L'usine de construction mécaniques fut fondée en 1837 dans la commune de Moulins annexée à la ville de Lille en 1858. Sa raison sociale Le Gavrian Dequoy et Cie devient Le Gavrian et Farinaux de 1843 à 1855. Ils achètent en Grande Bretagne une licence de fabrication de machines à vapeur à valve et cylindre Woolf qui est perfectionnée. Isidore Farinaux et Amédée Le Gavrian dominent alors, par le volume de leur chiffre d'affaires, les autres constructeurs de machines à vapeur. Farinaux et Le Gavrian se séparent en 1853.
Paul le Gavrian s'initia à la construction mécanique dans l'usine de son père puis fut diplômé de l'école centrale des arts et manufactures en 1853. Il dirige, à partir de 1857, à la mort de son père, l'entreprise familiale qui livre une dizaine de machines de 30 à 80 cv par an avec 200 ouvriers. Il présente une « machine de 40 cv à 3 cylindres à détente et condensation » à l'Exposition universelle de 1855. Il expose à l'Exposition universelle de 1867 et à l'Exposition universelle de 1878. Paul Le Gavrian a notamment introduit en France les machines à vapeur Corliss dont il est le licencié exclusif du brevet en France, ce qui fera sa fortune.
Membre de la chambre de commerce de Lille, juge au tribunal de commerce, Paul Le Gavrian est député du Nord de 1885 à 1898, siégeant à droite. Il s'occupe essentiellement de questions économiques et industrielles, soutenant le protectionnisme. Il présente des projets de loi sur les accidents du travail, l'amélioration des sociétés de secours mutuel, les retraites ouvrières. ll participe à l'installation de l'exposition universelle de 1855 et fit partie du jury d'admission de celle de 1889. Il eut une médaille d'or aux expositions de 1867 et 1889 et fut exposant à celle de 1878.

## Succession
Paul Le Gavrian cède son entreprise en 1881 à son ingénieur principal Victor Brasseur qui en confie  la gestion en 1891 à ses gendres Charles et Jean Crépelle , fils du négociant roubaisien Jean Crépelle, assistés par l'ingénieur Nazaire Garand. La raison sociale devient Jean Crépelle, anciens ateliers Le Gavrian.
Victor Brasseur met en œuvre dans ses machines le cylindre de l'américain Jerome Wheelock
L'usine de la porte de Valenciennes à Lille (quartier de Lille-Moulins) est détruite par l'explosion des dix-huit ponts de 1916 et reconstruite vers 1920. L'entreprise se reconvertit dans la fabrication de moteurs diesel au cours de l'entre-deux-guerres.
L'usine qui fait partie du groupe suédois Atlas Corpo depuis 1997  fabrique des compresseurs.
La longévité exceptionnelle de l'entreprise mérite d'être mentionnée.

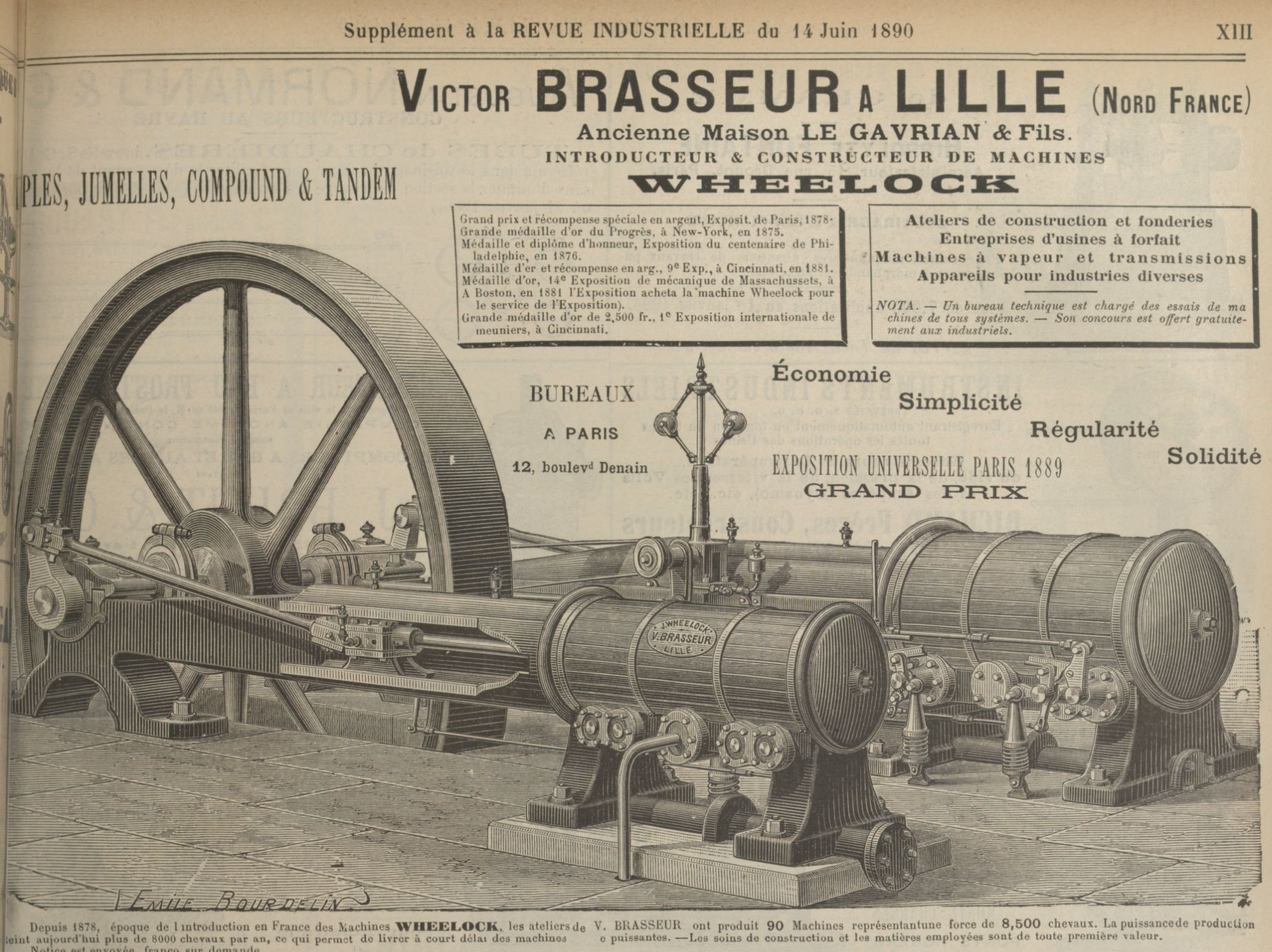
Publicité de Victor Brasseur en 1890
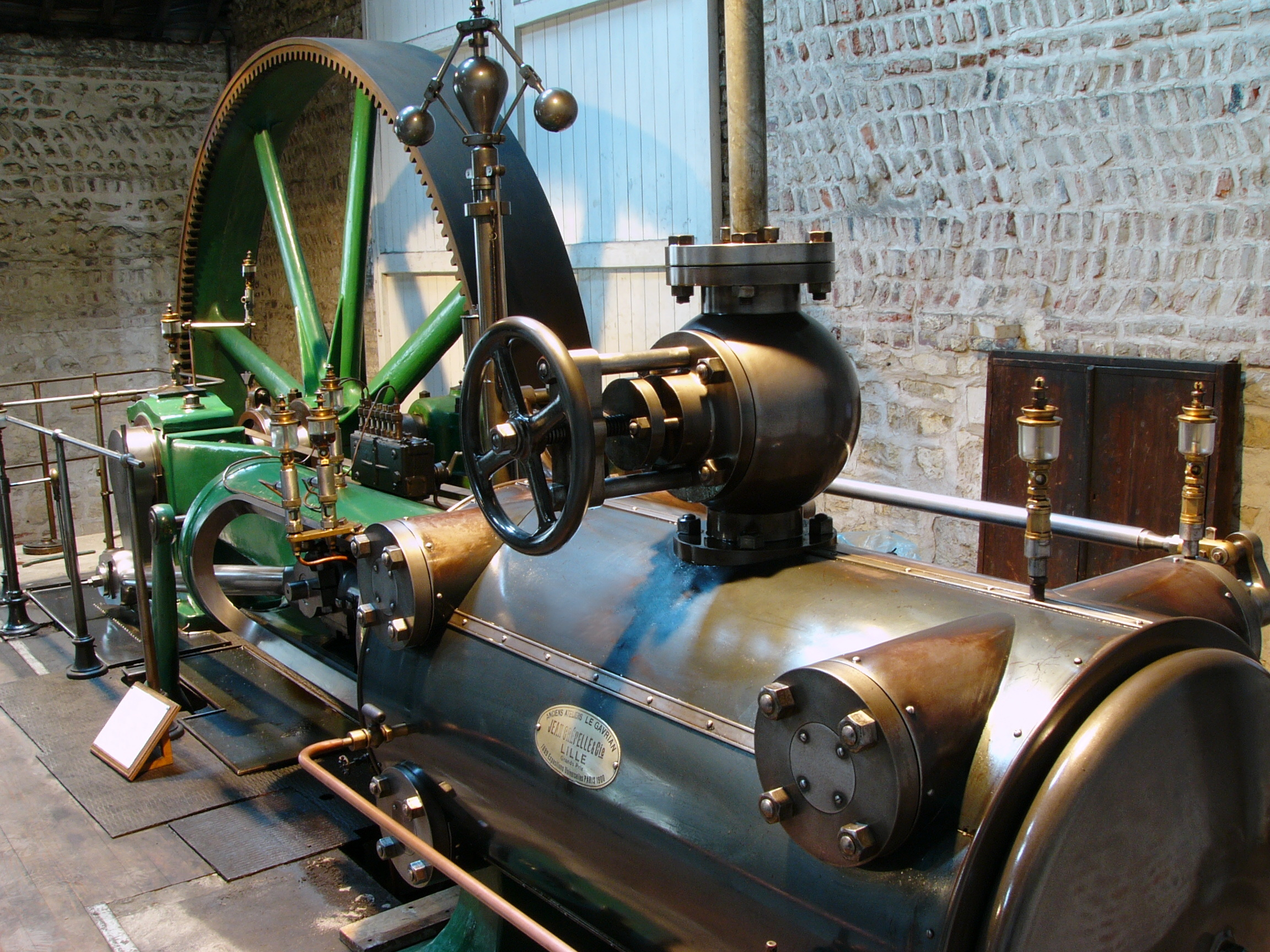
Moteur Crépelle  type Corliss 1889
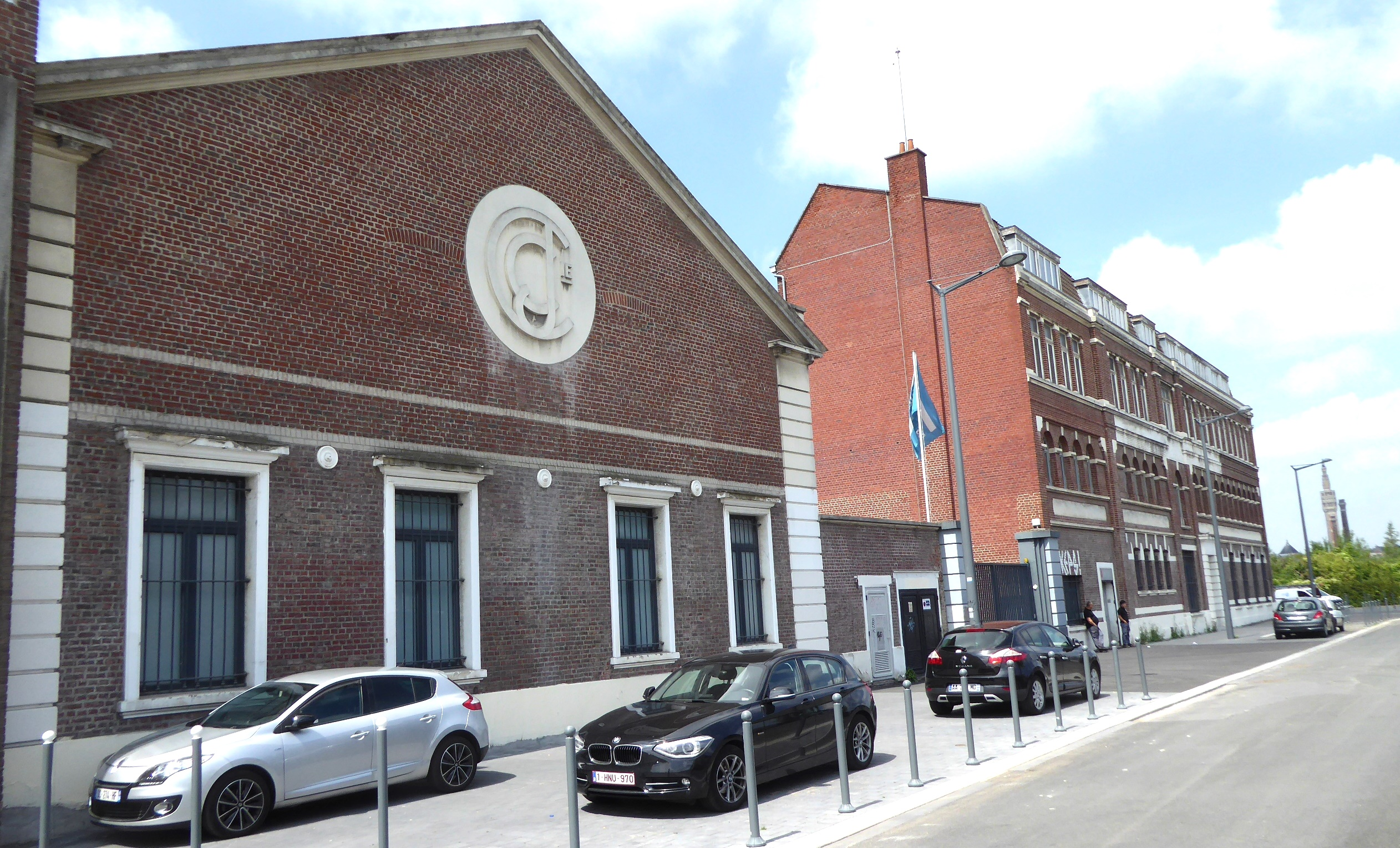
L'Usine Crépelle en 2017

## Sources
- Amédée Le Gavrian
  - Brevet Le Gavrian et Farinaux, machine à deux cylindres de diamètres différents sans balancier, 1846 (application au bateau à vapeur Maréchal de Villars, à Dunkerque)
  - Louis Le Chatelier, « Rapport supplémentaire fait par M. Le Châtelier au nom du comité des arts mécaniques sur la machine à vapeur de MM. Le Gavrian et Farinaux, constructeurs, à Lille », Bulletin de la Société d'encouragement pour l'industrie nationale, vol. Quarante septième année, no DXXXI,‎ septembre 1848, p. 573-577 (BNF 32723825, lire en ligne).
  - Louis Le Chatelier, « Rapport sur le concours pour le perfectionnement des machines à vapeur destinées à imprimer un mouvement continu », Bulletin de la Société d'encouragement pour l'industrie nationale, vol. Quarante huitième année, no 48e année (DXXXVIII). N. 535-546,‎ avril 1849, p. 172-176 (tableau p.176) (lire en ligne).
  - Brevet Le Gavrian, machine à trois cylindres et liaison des arbres par engrenages, 1852
- Paul Le Gavrian, 
  - « Paul Le Gavrian », dans Adolphe Robert et Gaston Cougny, Dictionnaire des parlementaires français, Edgar Bourloton, 1889-1891 [détail de l’édition]